# Gerlingen
Gerlingen est une ville de l'arrondissement de Ludwigsbourg (Landkreis Ludwigsburg), dans le Bade-Wurtemberg, en Allemagne.
Elle se trouve à 9 km à l'ouest de Stuttgart et compte environ 19 000 habitants. L'aéroport de Stuttgart est l'aéroport le plus proche de Gerlingen.

## Histoire
| Appartenances historiques Comté de Wurtemberg 1384–1442 Comté de Wurtemberg-Stuttgart 1442–1482 Comté de Wurtemberg 1482–1495 Duché de Wurtemberg 1495–1803 Électorat de Wurtemberg 1803–1806 Royaume de Wurtemberg 1806–1918 République de Weimar 1918–1933 Reich allemand 1933–1945 Allemagne occupée 1945–1949 Allemagne 1949 – présent |

## Jumelage
- Vesoul (France) depuis 1964
- Tata (Hongrie) depuis 1987
- Seaham (Royaume-Uni) depuis 1988[1]

## Personnalités
- Ihor Kostetskyi (nom de plume : Iwan Mersljakow - 1913-1983), écrivain, dramaturge, traducteur, critique littéraire et éditeur ukrainien, est mort à Gerlingen.